# Danseuse au repos
Danseuse au repos est un tableau réalisé par l'artiste français Henri Matisse en 1940, peu avant qu'il ne se mette à abandonner la peinture au profit des papiers découpés. Cette huile sur toile représente une danseuse assise les jambes écartées dans un fauteuil depuis lequel elle regarde le spectateur, au milieu de plantes et de tableaux. Le modèle est Lydia Délectorskaya. L'œuvre est conservée au musée d'Art de Toledo, à Toledo, dans l'Ohio, aux États-Unis.

## Expositions
- Matisse. Cahiers d'art – Le tournant des années 1930, musée de l'Orangerie, Paris, 2023 — n°153.